# Suhadol (gmina Laško)
Suhadol – wieś w Słowenii, w gminie Laško. W 2018 roku liczyła 27 mieszkańców.